# Věnceslava Kratochvílová-Lorenzová
Věnceslava Kratochvílová-Lorenzová, v matrice Venceslava Jaroslava Antonie (13. června 1854 Pardubice – 31. května 1942 Praha) byla česká spisovatelka a novinářka.

## Životopis
Její otec Jan Lorenz byl knihkupec, matkou byla Josefa Lorenzová-Walentová. Měla dva mladší sourozence, pedagoga Karla (1857–1925) a Zdeňku (19. května 1862).
Manžel Věnceslavy byl redaktor a spisovatel Kratochvíl. Její předci (rodina pradědy Václava Puše) byli účastníci Hankova nálezu Rukopisu královédvorského. Byla členkou Ústřední matice školské, ve výboru spolku "Záštita" v Praze (členkou byla také např. Anna Lauermannová) a byla také členkou správní rady dívčího penzionátu spolku "Ludmila" v Českých Budějovicích.
Sama byla známa jako povídkářka a fejetonistka.

## Dílo

### Próza
- Jak jsem Přerhofa poznala. Tatínek českého žurnalisty – IN: Česká Politika, 1888
- Smírčí andělíček – IN: Pokrok západu týdeník politický, poučný a zábavný, 22. 5. 1889
- Z Hané: črty – Opava: Slezská kronika, 1892 — Olomouc: Romuald Promberger, 1905
- Úsporná kuchyně: Úprava chutných, výživných a levných jídel pro českou domácnost – Emil Šolc, Praha 1919

### Fejetony
- Takový tatínek a žádný – Praha: Národní listy, 3. 6. 1889
- Svůj k svému – České Budějovice: Budivoj, 30. 11. 1906
- O národní povinnosti české ženy – České Budějovice: Budivoj, 12. 2. 1907
- Z Hané do Prahy – České Budějovice: Budivoj, 12. 1. 1909
- Růžička planá – České Budějovice: Budivoj, 7. 5. 1909